# تيد جيمس (سياسي)
تيد جيمس (بالإنجليزية: Ted James)‏ هو سياسي أمريكي، ولد في 1 يونيو 1918، وتوفي في 14 مايو 1995 في غريت فولز في الولايات المتحدة. حزبياً، نشط في الحزب الجمهوري.